# Страхование жизни
Страхование жизни — страхование, предусматривающее защиту имущественных интересов застрахованного лица, связанных с его жизнью и смертью.
Страхование жизни обычно связано с долговременными интересами страхователя/застрахованного лица в силу того, что жизнь рассматривается как длительное состояние, и, соответственно, событие смерти видится непрогнозируемым и отдалённым.
Помимо узкого есть и расширительно-собирательное толкование этого понятия - нередко страхованием жизни называют целый комплекс личных видов страхования, куда входит собственно страхование жизни, страхование детей к совершеннолетию или к моменту поступления в ВУЗ, пенсионное страхование, страхование от безработицы и многие другие.

## История становления и развития страхования жизни
Наиболее ранние упоминания о формировании фондов денежных средств и раскладке ущерба по рискам жизни и здоровью человека относятся к периоду античности. Свидетельством тому можно считать первые взаимные кассы римских профессиональных и военных коллегий, а также похоронные религиозные кассы. Простейшие формы взаимного личного страхования также существовали и в эпоху средневековья в рамках ремесленных цехов и гильдий.
Страхование жизни как особый вид предпринимательства появился в Европе на рубеже XVII—XVIII вв. в качестве дополнения к морскому страхованию. Наряду со страхованием кораблей и грузов стали заключать договоры страхования жизни капитанов кораблей.
Далее английский предприниматель Джеймс Додсон в 1663 году собрал все данные по различным лондонским кладбищам, рассчитал средний возраст умерших, их число за год и применил эту статистику для расчета страховых премий. В истории страхования считается, что именно ему принадлежит роль родоначальника в применении научного подхода к организации страхования жизни.
Первая специализированная страховая компания по страхованию жизни «Общество достойной жизни» была создана в 1740 году, а в 1762 году появилась страховая компания «Общество справедливого страхования жизни» (Equitable Life Assurance Society). В 1765 году эта компания была официально зарегистрирована в качестве общества взаимного страхования. Это общество занимается страхованием жизни по сей день, оно считается старейшим в мире обществом взаимного страхования, осуществляющим страхование жизни.
В России страхование жизни появилось гораздо позже. В 1835 было учреждено первое коммерческое страховое общество по страхованию жизни под названием «Жизнь».

## Сущность страхования жизни
Страхование жизни предусматривает, как правило, регулярные долговременные финансовые отношения между страхователем и страховщиком.
Накопительное страхование жизни — это страхование, в котором присутствуют как минимум два инвариантных риска:
- дожитие;
- смерть.

В страховании жизни также могут быть предусмотрены и другие риски, такие как: телесные повреждения (травмы), инвалидность, смерть в результате несчастного случая, и другие.
Взносы, как правило, выплачиваются регулярно (например, ежемесячно) в течение накопительного периода (от момента заключения договора страхования до момента наступления страхового случая). В течение всего накопительного периода страховщик осуществляет операции с деньгами клиента, вкладывая их в различные активы (банковские депозиты, ценные бумаги, недвижимость и др. активы). В результате к моменту наступления страхового случая (дожитие застрахованным до определенного срока) накапливается сумма, значительно превышающая сумму накопленных взносов, за счет капитализации (процентного дохода) накопленной суммы.
Страховщик выплачивает страховое обеспечение в виде различных вариантов выплаты страховой суммы: в виде единовременной выплаты, в виде пожизненного аннуитета (пожизненной финансовой ренты).
В страховании жизни реализуется накопительная функция страхования, также развиваются продукты в которых долгосрочное долевое страхование жизни (англ. unit-linked insurance plan) совмещены в одной программе.

## Цель страхования жизни
Страхование жизни позволяет человеку решить целый комплекс социально-экономических проблем. Условно эти задачи можно объединить в две группы: социальные и финансовые. Реализация первых позволяет преодолеть недостаточность системы государственного социального страхования и обеспечения (накопление определенных денежных сумм, например, к выходу на пенсию, или к совершеннолетию, или к другим событиям в жизни застрахованного лица). Реализация вторых является защитой финансовых интересов страхователя или застрахованного лица при наступлении смерти.

## Классификация договоров страхования жизни
Наглядно классификацию страхования жизни можно представить в таблице.
| Основные критерии                       | Виды договоров страхования жизни                                                                                     |
| --------------------------------------- | --- |
| По объекту страхования жизни            | договоры в отношении собственной жизни, когда застрахованный и страхователь — одно лицо                              |
| По объекту страхования жизни            | договоры в отношении жизни другого лица, когда застрахованный и страхователь — разные лица                           |
| По объекту страхования жизни            | договоры совместного страхования жизни на основе принципа первой или второй смерти                                   |
| По предмету страхования жизни           | страхование на случай смерти                                                                                         |
| По предмету страхования жизни           | страхование на дожитие                                                                                               |
| По порядку уплаты страховых премий      | страховые договоры с единовременной (однократной) премией                                                            |
| По порядку уплаты страховых премий      | страховые договоры с периодическими премиями                                                                         |
| По периоду действия страхового покрытия | пожизненное страхование (на всю жизнь)                                                                               |
| По периоду действия страхового покрытия | страхование жизни на определенный период времени                                                                     |
| По форме страхового покрытия            | страхование на твердо установленную страховую сумму                                                                  |
| По форме страхового покрытия            | страхование с убывающей страховой суммой                                                                             |
| По форме страхового покрытия            | страхование с возрастающей страховой суммой                                                                          |
| По форме страхового покрытия            | увеличение страховой суммы в соответствии с ростом индекса розничных цен                                             |
| По форме страхового покрытия            | увеличение страховой суммы за счет участия в прибыли страховщика                                                     |
| По форме страхового покрытия            | увеличение страховой суммы за счет прямого инвестирования страховых премий в специализированные инвестиционные фонды |
| По виду страховых выплат                | страхование жизни с единовременной выплатой страховой суммы                                                          |
| По виду страховых выплат                | страхование жизни с выплатой ренты (аннуитета)                                                                       |
| По виду страховых выплат                | страхование жизни с выплатой пенсии                                                                                  |
| По способу заключения                   | индивидуальные |
| По способу заключения                   | коллективные |

## Основные типы договоров страхования жизни
Представив характеристику наиболее важных критериев и компонентов, определяющих специфику различных договоров страхования жизни, можно составить комплексную систему договоров страхования жизни, наиболее употребляемых на страховом рынке. В практике страхования жизни принято выделять три базовых типа полисов, имеющих существенные различия по целой совокупности вышеприведенных критериев:
- срочное страхование жизни;
- пожизненное страхование;
- смешанное страхование жизни.

| Тип страхования | Страховое покрытие | Премии                        | Наличие инвестиционного элемента | Возможность выкупа                                                          | Характеристика страхования                                                                                          |
| --------------- | --- | ----------------------------- | -------------------------------- | --------------------------------------------------------------------------- | --- |
| Срочное         | Выплата страховой суммы бенефициару, если застрахованный умрет раньше срока, обозначенного в договоре                 | Периодические                 | Нет                              | Нет                                                                         | Более дешевый и простой с высокой гарантией в случае преждевременной смерти                                         |
| Пожизненное     | Выплата страховой суммы бенефициару в момент смерти застрахованного независимо от времени её наступления              | Периодические или однократная | Да                               | Право на выкуп появляется только через определенное время действия договора | Наиболее полное обеспечение наследников с неограниченным сроком и элементами капитализации                          |
| Смешанное       | Выплата страховой суммы и в случае смерти застрахованного до окончания договора, и в случае дожития согласно договору | Периодические или однократная | Да                               | Да                                                                          | Наиболее выгодные договоры в целях инвестирования и создания накоплений, но с невысокими гарантиями в случае смерти |

## Компании по страхованию жизни
Организация процесса страхования и требования, предъявляемые к страховщикам, существенно отличаются у компаний, занимающихся страхованием жизни и имущественным страхованием. В большинстве стран мира компании по страхованию жизни выделены в отдельную категорию страховых организаций, государственный надзор за которыми существенно строже. Компании по страхованию жизни занимаются, как правило, достаточно широким спектром видов личного страхования - собственно страхование жизни (на случай смерти, на дожитие и др.), различные виды пенсионного страхования, страхование от несчастного случая и некоторые виды медицинского страхования. Им не разрешается заниматься имущественными видами страхования - страхованием имущества и страхованием ответственности (в зарубежной практике именуемые вместе general insurance или non-life insurance). 

...во многих странах распространена законодательная практика разделения этих двух отраслей страховой деятельности: страховая организация вправе осуществлять либо страхование жизни, либо страхование, иное, чем страхование жизни. Мотив такого разделения в содержании страхования жизни, а именно - в его, как правило, долгосрочности. Проводя подобное разделение, законодатель стремится достичь определенного уровня гарантий для полисодержателей, основная масса которых - это индивидуальные потребители страховых услуг. ... в целях защиты интересов значительного числа индивидуальных потребителей страховых услуг законодатель ограждает этот вид страховой деятельности от воздействия экономических показателей и факторов прохождения иных видов страхования, в особенности тех, для которых характерны высокие и/или с небольшим временным диапазоном уровни убыточности (автострахование, авиационное страхование и т.п.) — Теория и практика страхования
В различных странах к страховщикам жизни предъявляются отдельные специальные требования, которые не действуют в отношении прочих страховщиков. Во многих странах страхованием жизни могут заниматься только коммерческие компании, созданные в форме открытых акционерных обществ. Особенно высокие требования предъявляются к страховщикам жизни и в части прозрачности ведения их бизнеса и понятности правил страхования для страхователей. В европейских странах страхователь при заключении договора и в любое время его действия вправе потребовать от страховщика информацию о его деятельности и о проводимых им страховых операциях. Впервые эти требования появились с конца 1980-х годов в Великобритании, а 1 июля 1995 года вышла директива ЕС о неправильных условиях контрактов. Согласно этой директиве по требованию страхователя страховщик должен сообщить ему все необходимые сведения, включая:
- название страховой компании, её правовую форму, страна регистрации штаб-квартиры, её адрес и адрес агентства, заключившего договор (контракт);
- условия страхования, включая описание каждой гарантии и каждого дополнения к договору, сроки договора, условия оплаты страховой премии, условия начисления бонусов, правила определения выкупной суммы, расчет премии по каждому виду гарантий;
- количество дней для обдумывания, которые предоставляются страхователю для возможности расторгнуть договор в первые дни после его заключения с возвратом ему уплаченной страховой премии в полном объеме[5] (от 14 дней в Великобритании до 30 дней во Франции и Италии);
- налогообложение по каждому типу полиса;
- порядок обжалования страховых договоров и рассмотрения дел в суде;
- все изменения в условиях полиса или законодательства, применяемые к данному виду страхования[6].

Требования к размеру минимального размера уставного капитала для страховщиков жизни обычно существенно выше, чем для остальных страховых организаций.
Например, вступивший в действие 1 января 2020 года в РФ закон предусматривает, что с 01.01.2020 по 01.01.2022 российские страховщики жизни должны увеличить размеры уставного капитала не менее чем:
- к 2020 - до 310 млн.руб (прочие страховщики - до 180 млн.руб);
- к 2021 - до 520 млн.руб (прочие страховщики - до 240 млн.руб);
- к 2022 - до 600 млн.руб (прочие страховщики - до 300 млн.руб)[8].

Таким образом, требования к минимальному уставному капиталу у страховщиков жизни вдвое выше, чем у страховщиков в сегменте имущественного страхования.
В России страхованием жизни не разрешено заниматься обществам взаимного страхования.
Разнятся в сфере страхования жизни и отношения между страховщиком и страхователем. Они связаны договорными отношениями на очень длительные сроки (от 5 до 20 лет и более) и заинтересованность в их поддержании высока и со стороны страховщика, и со стороны страхователя. Отсюда такие невозможные в имущественном страховании явления, как участие страхователей в прибылях страховщика (часть дивидендов некоторые страховщики жизни распределяют между держателями полисов - страхователями) и предоставление страховой компанией кредитов страхователям под залог полиса по страхованию жизни. В ряде европейских стран законодательно закреплена обязанность страховщика распределять часть прибыли между страхователями - во Франции действует Страховой кодекс, согласно которому страховщики должны распределять среди клиентов 90% технической прибыли (т.е. прибыли от собственно страхования) и 85% финансовой прибыли (т.е. прибыли от инвестирования собранных страховых премий), в Германии страховщики жизни обязаны выплачивать страхователям 90% прибыли по договорам страхования жизни.
Страховые компании, занимающиеся страхованием жизни, во всем мире относятся к наиболее крупным институциональным инвесторам .

## Российский рынок страхования жизни
Российский рынок страхования жизни на протяжении многих лет (конец 1990-хх — начало 2000-хх) был сильно загрязнен «серыми схемами» по оптимизации налогообложения фонда оплаты труда предприятий. Через мнимое страхование жизни своих сотрудников компании и организации уменьшали уплачиваемые социальные налоги. Однако к 2005 году эта практика была практически полностью пресечена Минфином РФ и налоговыми органами.
С 2010 года страхование жизни — один из самых быстрорастущих сегментов российского страхования. За 2010—2013 годы прирост страховых премий год к году составлял около 150 %, в 2014—2015 годах прирост снизился до примерно 120 %, а в 2016 резко вырос до 160 % год к году. В первом квартале 2017 года по объёмам собранных страховых премий страхование жизни впервые обогнало ОСАГО, при этом на конец 2019 объёмы страховых премий по страхованию жизни почти вдвое превосходили сбор премий по ОСАГО. Тем не менее, страхование жизни в РФ все еще заметно отстает по ключевым показателям (проникновение и плотность страхования) от экономически развитых стран Европы, Азии и Америки.
По данным органа страхового надзора сборы на рынке страхования жизни в России составили:
| | 2009   | 2010   | 2011   | 2012   | 2013   | 2014    | 2015    | 2016    | 2017    | 2018    | 2019    |
| --- | ------ | ------ | ------ | ------ | ------ | ------- | ------- | ------- | ------- | ------- | ------- |
| Страхование жизни, всего (млн. руб.)                                                                          | 15 713 | 22 547 | 34 721 | 53 824 | 84 890 | 108 531 | 129 715 | 215 740 | 331 537 | 452 400 | 409 374 |
| в том числе:                                                                                                  |        |        |        |        |        |         |         |         |         |         |         |
| на случай смерти, дожития до определенного возраста или срока либо наступления иного события                  | 12 647 | 18 253 | 29 107 | 45 325 | 64 655 | 75 079  | 87 110  | 87 110  | н/д     | н/д     | н/д     |
| с условием периодических страховых выплат и (или) с участием страхователя в инвестиционном доходе страховщика | 1 780  | 2 893  | 4 604  | 7 421  | 18 650 | 31 865  | 41 130  | 127 236 | н/д     | н/д     | н/д     |
| пенсионное страхование                                                                                        | 1 294  | 1 368  | 1 011  | 1 077  | 1 585  | 1 587   | 1 475   | 1 394   | 1 439   | 1 560   | 2 117   |
| Рост к прошлому году, %                                                                                       | 84,2   | 143,3  | 154,2  | 155,0  | 157,7  | 127,9   | 119,5   | 166,3   | 153,7   | 136,5   | 90,5    |

Всего на рынке страхования жизни России в декабре 2020 года работала 30 компаний. Первая десятка самых крупных страховщиков жизни собрала в 2020 году 88,6% премий по этому виду страхования .

Топ-10 страховых компаний по объему собранных премий на рынке страхования жизни в 2020 году (по данным ЦБ РФ)
| №  | Страховые компании                 | Сборы по страхованию жизни, млн. руб. | Доля рынка |
| -- | ---------------------------------- | ------------------------------------- | ---------- |
| 1  | Сбербанк Страхование Жизни         | 105 121                               | ▼24,4 %    |
| 2  | Альфастрахование-Жизнь             | 84 288                                | ▲19,6 %    |
| 3  | Согаз-Жизнь                        | 75 881                                | ▲17,6 %    |
| 4  | Ренессанс Жизнь                    | 44 942                                | ▲10,4 %    |
| 5  | Росгосстрах Жизнь                  | 19 466                                | ▲4,5 %     |
| 6  | Капитал Лайф                       | 18 181                                | ▼4,2 %     |
| 7  | РСХБ-Страхование жизни             | 11 630                                | ▲2,7 %     |
| 8  | Сосьете Женераль страхование жизни | 9 520                                 | ▼2,2 %     |
| 9  | Сив Лайф                           | 6 746                                 | ▼1,6 %     |
| 10 | Альянс Жизнь                       | 5 592                                 | ▲1,3 %     |

Основным каналом продаж полисов страхования жизни остаются банки (кредитные организации). По данным ЦБ РФ за 2019 год через них было собрано 85 % объема премий по договорам страхования жизни.
Распределение страховых премий в страховании жизни по различным каналам продаж
| Канал продаж                   | Суммы страховых премий, млн.руб (2019) |
| ------------------------------ | -------------------------------------- |
| Прямые продажи в офисах        | 9 851                                  |
| Продажи через сеть Интернет    | 2 333                                  |
| Продажи через банки            | 346 611                                |
| Продажи через агентов - физлиц | 24 596                                 |
| Продажи через агентов - юрлиц  | 8 938                                  |
| Всего через посредников        | 397 190                                |
| Всего по всем каналам          | 409 374                                |

В 2017 году Банком России был опубликован доклад для общественных консультаций «Предложения по развитию страхования жизни в Российской Федерации».
В 2018 году Всероссийский союз страховщиков утверждил «Внутренний стандарт по взаимодействию с получателями финансовых услуг, оказываемых страховыми организациями по договорам страхования жизни и страхования от несчастных случаев», согласно которому в договорах страхования жизни появился овый элемент - памятка для граждан, в которой просто и доступно описываются все характеристики приобретаемого полиса и возможные риски.
Страхование жизни и здоровья - гарантированная страховая защита и хороший способ инвестиций. Небольшие суммы, которые вы, не колеблясь, тратите ежедневно на свои нужды, могут обеспечить действенную страховую защиту, составить ваш будущий капитал, одним словом, сделать один из шагов навстречу своей жизни, о которой вы мечтаете.
В наше время страхование жизни обеспечивает самое ценное, что вы имеете: здоровье, жизнь, уверенное будущее, способность зарабатывать деньги, семью.
С помощью страхования жизни можно создать некий финансовый резерв для своего будущего; например выход на пенсию, создать свой собственный капитал для достижения различных целей. Оно гарантирует получение средств независимо от помощи, которая предоставляется в соответствии с системой социального страхования
Это инструмент финансовой защиты, который гарантирует вам и вашим близким поддержку, дает возможность уберечься от последствий несчастного случая, избежать финансовых неприятностей и сохранять достойный уровень жизни своей и семьи.
Для того, чтобы нам было проще - существует "Справочник клиента" (страхование жизни).
Справочник клиента помогает получить все необходимые квитанции, заявления и документы, которые пригодятся в случае каких-либо изменений в договоре страхования, подключения дополнительных условий страхования, уточнений платежей, оформления платежей и т.д.

## Страхование жизни в произведениях искусства и в массовой культуре
- Киножурнал «Фитиль», миниатюра «Фамильная драгоценность» (1981 год) (реж. Л.Гайдай, в ролях М.Пуговкин и Л.Куравлёв)[21]